# Weining Lu
Weining Lu (chiń. 威宁路站) – stacja metra w Szanghaju, na linii 2. Zlokalizowana jest pomiędzy stacjami Beixinjing i Loushanguan Lu. Została otwarta 30 grudnia 2006.